# Царенко, Александр Васильевич
Александр Васильевич Царенко (р. 14 сентября 1948 года, Челябинск, СССР) — советский и российский работник органов госбезопасности, генерал-полковник, начальник УФСБ по Москве и Московской области (1997—2000), начальник Главного управления специальных программ Президента РФ (2000—2011).

## Образование
В 1972 году окончил Челябинский политехнический институт имени Ленинского комсомола (специальность «Радиоэлектронные устройства»).

## Биография
После окончания института работал инженером в Миасском электромеханическом НИИ. В 1974 году поступил на службу в КГБ, сначала был оперуполномоченным в Миассе, к 1983 — начальник отдела УКГБ по Челябинской области.
В 1983 году переведён в Москву, в 6-е управление КГБ СССР. С ноября 1991 года — в УКГБ РСФСР (затем УАФБ РСФСР, УМБ России, УФСК России и УФСБ России) по г. Москве и Московской области — заместитель, с 1992 года — 1-й заместитель начальника. В январе 1995 г. исполнял обязанности начальника УФСК России по Москве и Московской области. С февраля 1997 года — вновь и. о. начальника УФСБ России по г. Москве и Московской области. 10 апреля 1997 года был утверждён в должности, одновременно стал заместителем директора ФСБ России.
С мая 2000 года по ноябрь 2011 года —  начальник Главного управления специальных программ Президента РФ (ГУСП).
Женат, имеет двух дочерей и внука. Жена работает педагогом в музыкальном училище. Старшая дочь окончила институт, младшая окончила Академию ФСБ России. Имеет внучку.

## Награды
- орден «За военные заслуги»
- орден Трудового Красного Знамени
- орден «Знак Почёта»
- медаль «За боевые заслуги»